# Prostituce v Ugandě
Prostituce v Ugandě je podle trestního zákoníku z roku 1950 nezákonná, přesto je v zemi rozšířená. Mnoho lidí se živí prostitucí z důvodu chudoby a nedostatku jiných pracovních příležitostí. Podle studie provedené v roce 2008 v Kampale, se prostitucí živí i učitelé, aby tak zvýšili svůj příjem. Sexuální pracovnice si může vydělat měsíčně okolo 1,5 milionu ugandských šilinků, zatímco středoškolský učitel by si stejnou částku vydělal za rok. V zemi žije také mnoho keňských prostitutek. Mezi vážné problémy v Ugandě patří sex trafficking, HIV a dětská prostituce.

## Obecné informace
V roce 2003 ugandské úřady nařídili sexuálním pracovnicím zaplatit daň 9 tisíc ugandských šilinků, aby mohly působit ve městě Malaba. Ve stejném roce se setkali poslanci s prostitutkami, které se obávaly „policejního obtěžování“ a snažily se poslance přesvědčit, že není správné aby byly policisty zatýkány zatímco čekají na své klienty.
V roce 2016 vypuklo v Kampale násilí mezi ugandskými a keňskými prostitutkami. Keňské prostitutky si účtovaly nízkou cenu a místní prostitutky se tím cítily okradeny o své zákazníky. Místní vůdci do sporu zasáhli a Keňanky souhlasily, že si budou za své služby účtovat stejné ceny jako ostatní. Dvě z Keňanek byly při incidentech zraněny. Ve snaze zastavit příliv keňských prostitutek do země plánovaly úřady účtovat registrační poplatek.
Mnoho prostitutek působí ve městě Lyantonde, kde často zastavují řidiči dálkové nákladní dopravy a jež leží na hlavní silnici z Kampaly do hlavního města Rwandy, Kigali. Tato oblast má také nejvyšší míru prevalence HIV v zemi, která činí téměř dvojnásobek celostátního průměru.

## HIV
Uganda je v první desítce zemí s nejvyšší prevalencí HIV. Jednou z vysoce rizikových skupin obyvatelstva jsou prostitutky. V roce 2013 byla mezi nimi prevalence HIV 34,2 %. Problémem je neochota klientů používat při pohlavním styku kondomy a za nechráněný sex nabízí mnohonásobně více peněz.

## Sex trafficking
Uganda je zdrojovou, tranzitní i cílovou zemí pro ženy a děti, které se stávají oběťmi sex traffickingu. Ugandské dívky i chlapci jsou nuceny k prostituci. Pro domácí síť se náboráři zaměřují na dívky a ženy ve věku 13 až 24 let. Dívky jsou pak nabízeny jako prostitutky zejména v blízkosti sportovních turnajů a projektů výstavby silnic. Podle zpráv mezinárodní organizace je většina obětí obchodu s lidmi z Ugandy.
Jihosúdánské děti v uprchlických táborech na severu Ugandy jsou ohroženy obchodem s lidmi. Mladé ženy jsou nejzranitelnější ve vztahu k mezinárodnímu obchodu, kdy často hledají zaměstnání jako služebné v domácnostech na Blízkém východě a jsou podvodně rekrutovány a poté nuceny k prostituci. Uganďanky tak jsou vystaveny sex traffickingu v SAE, Saúdské Arábii, Ománu, Kataru, Kuvajtu, Iráku, Íránu, Egyptě, Turecku a Alžírsku.
Přestože ugandská vláda vydala v roce 2016 úplný zákaz svým občanům cestovat do zahraniční za účelem zaměstnání v domácnostech, licencované i nelicencované agentury tento zákaz obcházejí tím, že posílají ženy přes Keňu a Tanzanii. Stále více organizovaní obchodníci s lidmi jsou často přátelé nebo rodinní příslušníci obětí či se často vydávají za bohaté ženy nebo pracovní náboráře a slibují lidem ze zranitelných vrstev dobře placenou práci v zahraničí nebo v ugandských metropolitních oblastech. Někteří překupníci hrozí svým obětem, že uškodí jejich rodinám nebo jim zabavují cestovní doklady.